# كنيسة يوحنا المعمدان (نيسفيتاي)
كنيسة يوحنا المعمدان (بالروسية: Церковь Святого Иоанна Предтечи)‏، (بالأرمنية: Սուրբ Կարապետ եկեղեցի)‏، هي واحدة من كنائس الأرمن الأرثوذوكس تقع في قرية نيسفيتاي، منطقة مياسنيكوفسكي، روستوف أوبلاست، روسيا، اكتمل بناؤها عام 1870.
تعتبر الكنيسة معلمة من معالم التراث الثقافي الروسي.

## تاريخ
تأسست قرية نيسفيتاي في عام 1780، عندما تم إعادة توطين الآلاف من الأسر الأرمنية من شبه جزيرة القرم في منطقة دون بناء على قرار كاثرين الثانية. بنيت كنيسة يوحنا المعمدان لأول مرة هنا سنة 1790.
تم إغلاق الكنيسة خلال الحرب العالمية الثانية، وقد أصيب المبنى بقصف عدة مرات.
في عام 1992، تم الإعلان عن مبنى الكنيسة رسميا معلمة من معالم التراث الثقافي لروسيا. واليوم لا يزال يتطلب المبنى إعادة الإعمار.

## روابط خارجية
- John the Baptist Church in Armenian Encyclopedia